# Chettikudiyiruppu
Chettikudiyiruppu  est un Nizhal Thangal, un des temples de la religion Ayyavazhi dans le Sud de l'Inde. Il est situé trois kilomètres à l'ouest de Swamithoppe, près de Nagercoil (District de Kanniyakumari, Tamil Nadu).

## Histoire
Pendant la dernière des révélations (dites tavam (en)) du principal dieu, Ayya Vaikundar, celui-ci évitait de parler à quiconque.
Ainsi, pour transmettre des messages aux gens, il bénit l'un de ses disciples M. Swamiyadiyan, afin que celui-ci puisse entendre tout ce qui serait pensé par Vaikundar. 
Puisqu'il était béni pour réaliser les pensées de Vaikundar, il fut appelé Varam petra Pandaram : Le mendiant béni. Swamiyadiyan donna sa terre de Palvannanthoppu à Vaikundar, et ce fut là que le temple de Chettikudiyiruppu fut construit. Swamiyadiyan alla à Swamithoppe avec ses compatriotes, et amena Vaikundar jusqu'au temple dans un arceau, sous une couverture jaune safran. Vaikundar désigna l'endroit où poser les fondations en pierre du temple avec sa canne en rotin.
Ce fut le premier des temples. 
Antérieurement, existait alors un temple en l'honneur de Pârvatî non loin, où 1001 chèvres étaient sacrifiées. 
Il est dit que Vaikundar ordonna à la déesse Pârvatî de ne plus consentir à ce rituel sacrificiel, et à partir de là les offrandes furent arrêtées.

## Architecture
Chettikudiyiruppu est construit avec un toit recouvert de feuilles et des murs en briques. Il a été rénové en 1942 et une grande fête fut célébrée en 1944 dans le mois Tamoul d'Avani. Depuis, et jusqu'à ce jour, les festivités annuelles sont conduites de façon grandieuse en ce souvenir.